# 黎塘駅
黎塘駅（れいとうえき）は中華人民共和国広西チワン族自治区南寧市賓陽県黎塘鎮に位置する中国国鉄南寧鉄路局が管轄する駅である。

## 所属路線
- 中国国鉄
  - 湘桂線：衡陽駅より725km、憑祥駅まで340km
  - 黎湛線：本駅が起点、湛江駅終点まで318km
  - 黎欽線：本駅が起点、沙江駅まで湘桂線と共用、欽州駅終点まで156.25km[3]

## 駅構造
- 島式ホーム3面[4]の地上駅である。広西チワン族自治区で（柳州南操車場に次ぎ）二番目に大きな操車場を有する[1]。

## 利用状況
2010年2月現在、各種別を含め毎日50本余りの旅客列車が発着する。

## 歴史
- 1938年 - 開業した[6]。

## 隣の駅
中国国鉄
湘桂線
和吉村駅 - 黎塘駅 - 稔竹駅
黎湛線
黎塘駅 - 鳳鳴駅
黎欽線
黎塘駅 - 稔竹駅